# Kościół św. Rocha w Carmagnoli
Kościół św. Rocha w Carmagnoli (wł. Chiesa di San Rocco lub Chiesa della Confraternita di San Rocco) – barokowy rzymskokatolicki kościół zlokalizowany w centrum miasta Carmagnola we Włoszech (Piemont), przy via Valobra, należący do archidiecezji turyńskiej.

## Historia

### Bractwo św. Rocha
W 1630 Carmagnolę nawiedziła epidemia dżumy, która pochłonęła znaczną liczbę ofiar. W tej sytuacji mieszkańcy miasta po raz drugi odnowili śluby Niepokalanego Poczęcia, podobnie jak miało to miejsce podczas poprzedniej zarazy w 1522. 16 sierpnia 1630 dwanaście osób pod wodzą Giò Francesco Fossatiego założyło bractwo Świętego Rocha (patrona chroniącego przez epidemiami). Jego członkowie nosili niebieskie habity z kapturami. Po wygaśnięciu zarazy stowarzyszenie kontynuowało swoją działalność niosąc pomoc społeczną i humanitarną, pracując na rzecz sierot i ubogich. Liczba członków stowarzyszenia rosła przez kolejne dziesięciolecia. Mogli do niego przystąpić wszyscy mężczyźni z Carmagnoli, katolicy, o dobrych i prawych obyczajach, którzy ukończyli szesnaście lat. Kobiet nie przyjmowano, chyba że jako uczestniczki łask duchowych.  

### Świątynia
Obiekt należy do najbardziej udanych budowli barokowych końca XVII wieku w Piemoncie. Cechuje go wystawna i bogatą w efekty światłocieniowe fasada, natomiast duża kopuła i stojąca obok dzwonnica stały się charakterystycznymi elementami panoramy Carmagnoli.  
Cztery lata po zarazie bractwo zbudowało swoje pierwsze oratorium w Borgo Moneta, we wschodniej części miasta. Nie pozostał po nim żaden ślad. Budynek ten zniszczyli doszczętnie Francuzi w 1640, aby umożliwić wzniesienie nowego systemu fortyfikacyjnego. Bractwo zostało zmuszone do przeniesienia się do miasta i osiadło w pomieszczeniach klasztoru Sant'Agostino. W czerwcu 1668 bracia zakupili ziemię po północnej stronie via Valobra. W kolejnym miesiącu rozpoczęły się pierwsze prace budowlane. Projekt świątyni stworzył Francesco Lanfranchi, który wcześniej zaplanował kościół w Lanzo Torinese. Prace były kontynuowane z wieloma trudnościami, a nawet zostały na kilka dekad przerwane. W 1699 bractwo zwróciło się do rady miejskiej o możliwość wykorzystania tysięcy cegieł odzyskanych z rozbiórki pofrancuskich bastionów. W 1745 ukończono barokowy portal i uznaje się to za datę zakończenia budowy, choć wiele elementów nie było wtedy jeszcze gotowych, np. dekorowano wnętrza. Oryginalny projekt Lanfranchiego nie był nigdy modyfikowany.  
Kościół jest nie tylko miejscem kultu, ale stanowi też przestrzeń dla wystaw artystycznych, czym zajmuje się wolontariacki komitet „Reopen San Rocco”, organizujący tutaj pokazy i wydarzenia, których celem jest zebranie funduszy na renowację wnętrz.  

## Galeria

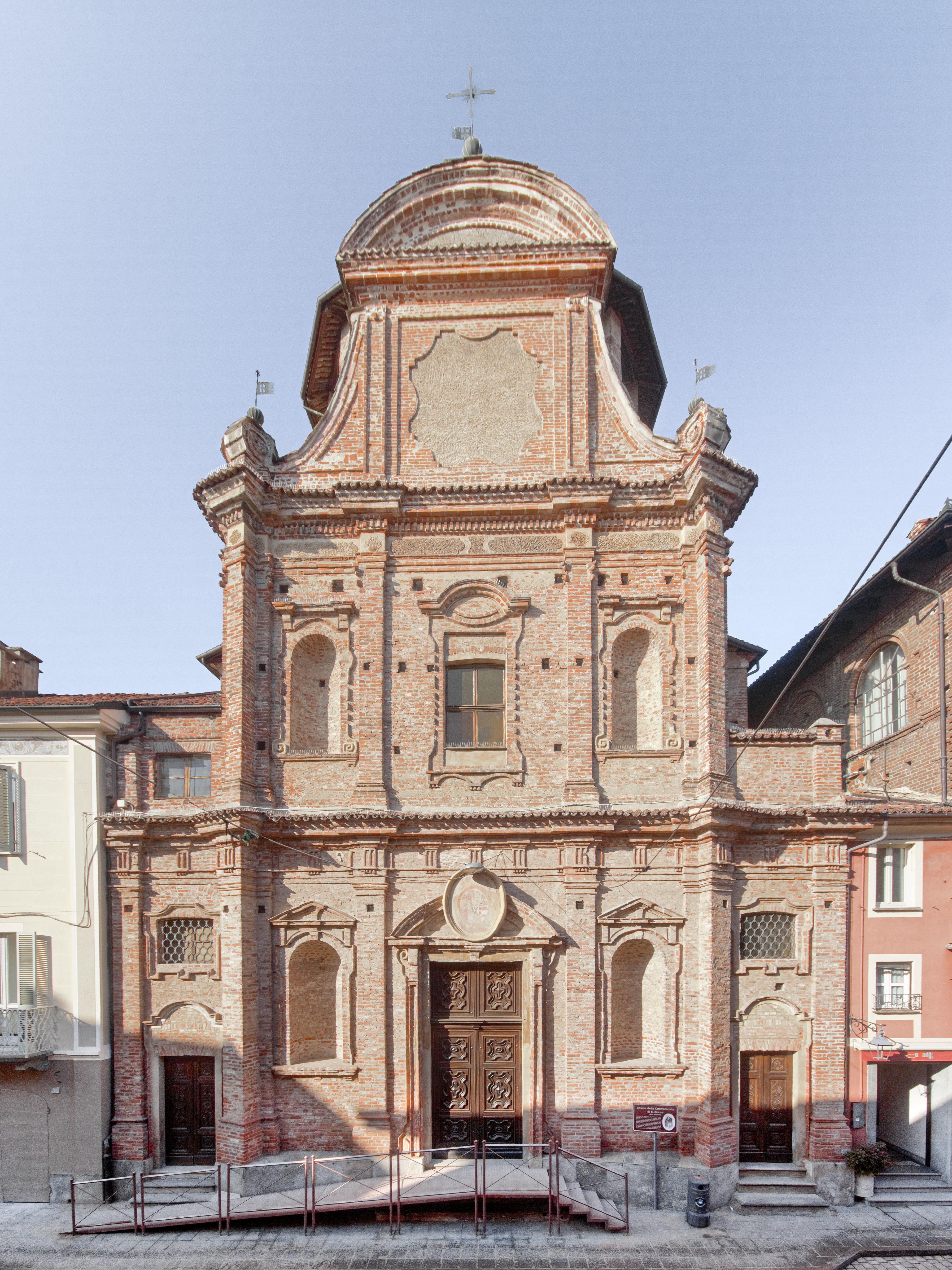
Fasada
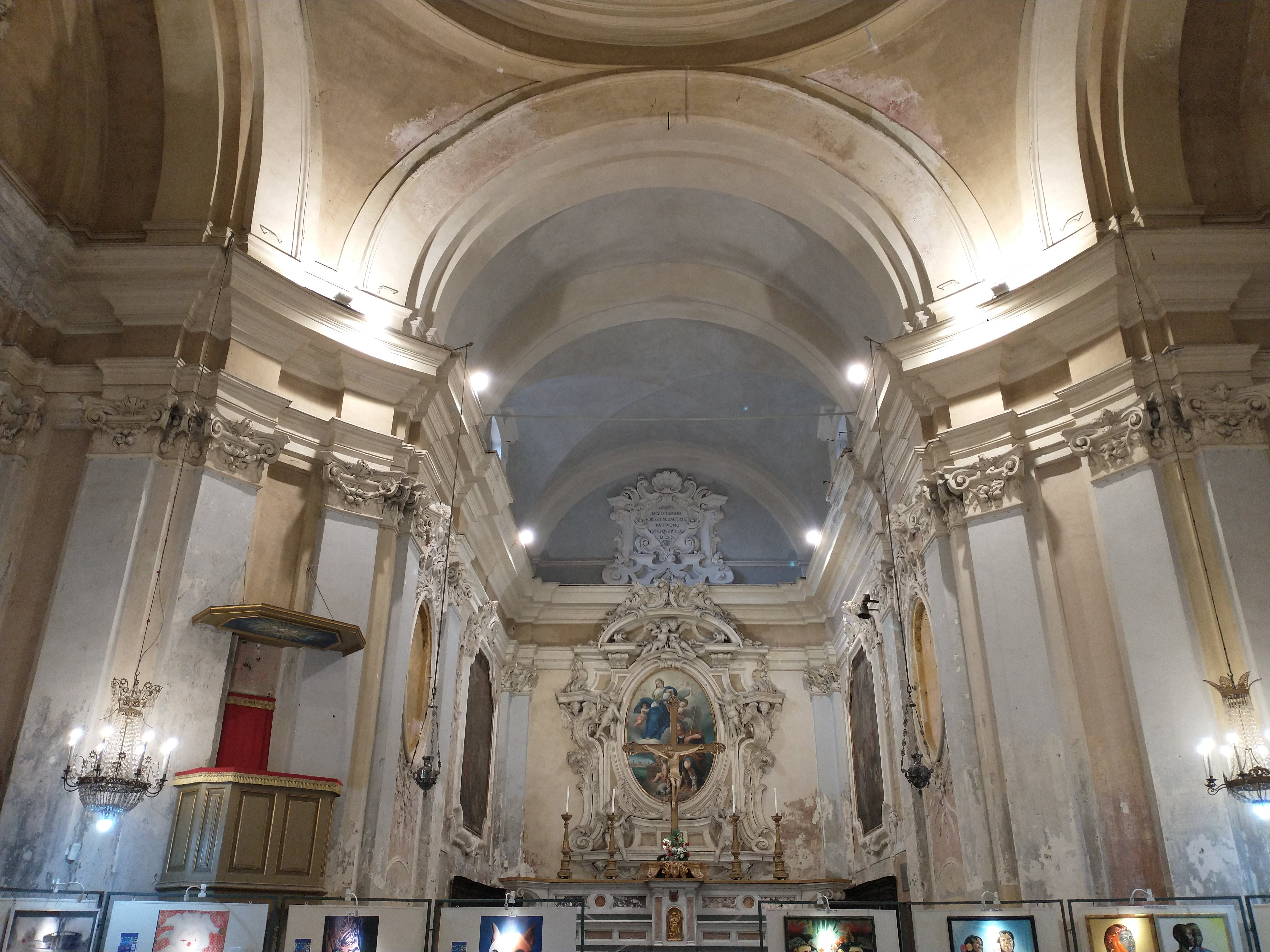
Prezbiterium i ołtarz
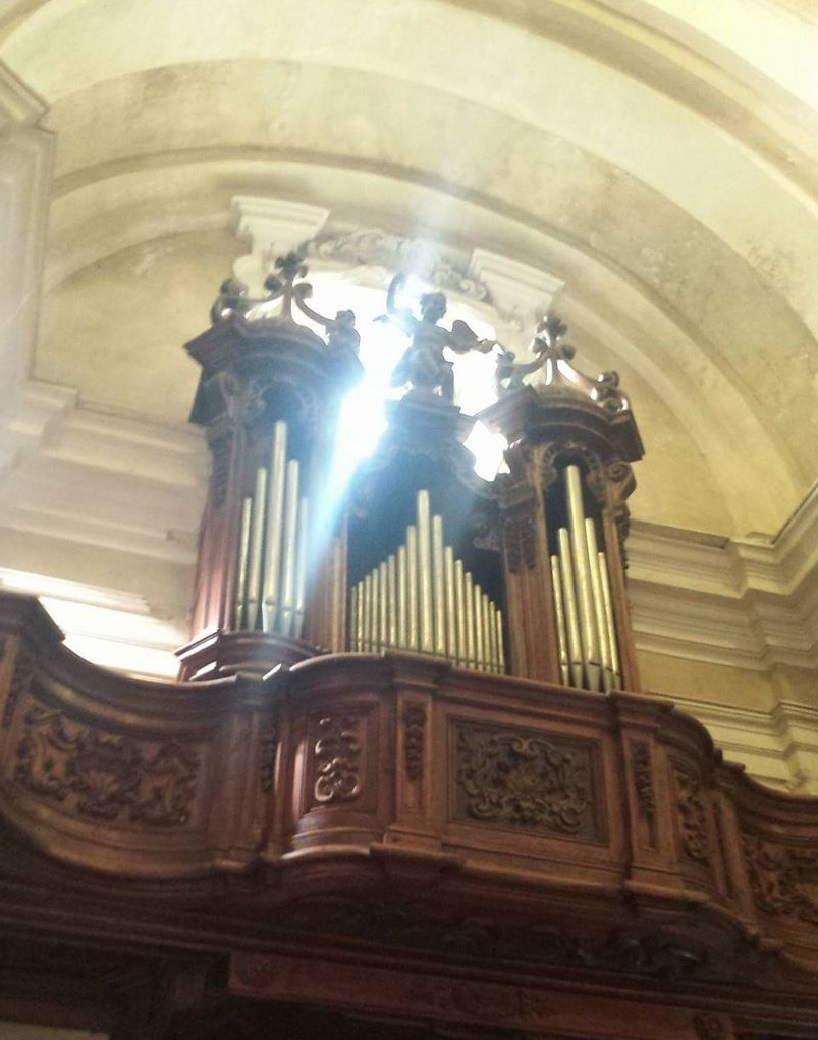
Organy